# Oleksandr Chocjanivs'kyj
Oleksandr Josypovyč Chocjanivs'kyj (in ucraino Олександр Йосипович Хоцянівський?; Donec'k, 20 luglio 1990) è un lottatore ucraino, specializzato nella lotta libera.

## Biografia
Originario del oblast' di Donec'k, ha rappresentato l'Ucraina ai Giochi olimpici estivi di Londra 2012, gareggiando nel torneo della lotta libera 120 kg., dove è stato eliminato nelle qualificazioni dal turco Taha Akgül.

## Palmarès
- Mondiali

Nur-Sultan 2019: bronzo nei 125 kg.
- Europei

Vantaa 2014: oro nei 125 kg.
Bucarest 2018: oro nei 126 kg.
Varsavia 2021: oro nei 125 kg.
- Giochi europei

Minsk 2019: bronzo nei 125 kg.
- Universiadi

Kazan' 2013: argento nei 120 kg.